# 窄檐叶秋海棠
窄檐叶秋海棠（学名：Begonia labordei var. unialata）是秋海棠科秋海棠属心叶秋海棠的变种。分布在中国大陆的云南等地，生长于海拔1,600米的地区，多生长于林下，目前尚未由人工引种栽培。